# 大槌町立大槌小学校
大槌町立大槌小学校（おおつちちょうりつおおつちしょうがっこう）は、岩手県上閉伊郡大槌町小槌にかつて所在した公立小学校。4校の小学校合併前の旧小学校時代の2011年4月時点の児童数は157名。

## 東日本大震災
2011年3月11日の東日本大震災の津波と火災で校舎の大半を失った。地震発生後、大津波警報が発表され全校児童は高台に避難したり、親が迎えに来て学校を離れた。高台に避難した児童は全員無事だったが、親が迎えに来た児童の7名が犠牲となった。
同年4月20日、中央公民館で始業式、4月25日に山田町にある岩手県立陸中海岸青少年の家で入学式が行われた。4月26日から陸中海岸青少年の家で山田町立船越小学校とともに授業を開始したが同小学校から6.5km離れているためスクールバスを運行した。
東日本大震災の結果、町内から離れる家庭も多く児童数が75名減った。
一方、4月9日、大槌町役場、消防署、釜石警察署所管の交番が入る予定のプレハブがグラウンドに完成。4月25日、この仮庁舎が機能を開始した。
大槌小学校、安渡小学校、赤浜小学校、大槌北小学校、大槌中学校が入居する仮設校舎が、「大槌ふれあい運動公園」サッカー場に建設され、9月20日に小学校4校が、9月22日に大槌中学校が開校した。
2013年4月、安渡、赤浜、大槌北の各小学校と合併して新しい大槌小学校が設立され、旧・大槌小学校は閉校扱いとなった。なお、火災にあった旧大槌小学校の鉄筋4階建て校舎は修復の上、新しい大槌町役場の庁舎に転用された。
2016年4月、学校教育法の改正に伴い大槌町立大槌中学校と統合し、義務教育学校の大槌町立大槌学園となった
。

## 沿革
- 2013年4月 - 大槌町立安渡小学校、大槌町立赤浜小学校、大槌町立大槌北小学校、（旧）大槌町立大槌小学校が統合され、大槌町立大槌小学校が設置される
- 2015年4月 - 大槌町立大槌中学校と統合し、大槌町立大槌学園の小学部となる
- 2016年4月 - 義務教育学校の大槌町立大槌学園に改組され閉校。